# Piero Necchi
Piero Necchi (Alessandria, 26 dicembre 1951) è un pilota automobilistico italiano, tre volte campione italiano (1969, 1971, 1973) e tre volte campione europeo di karting (1973, 1974, 1975).

## Biografia
Nato ad Alessandria il 26 dicembre 1951, Piero Necchi inizia la sua carriera automobilistica molto giovane. Dall'età di 12 anni inizia a correre a livello dilettantistico con i kart sulla pista di Bormida, sempre seguito e aiutato dal padre, ex campione motociclistico.

## Carriera sportiva

### Karting (1963-1975)
Necchi inizia la sua attività agonistica nel 1963 all'età di 12 anni nel karting. Dopo alcuni anni di attività dilettantistica, nel 1969 conquista il suo primo campionato italiano karting sulla Pista Rossa di Milano, iniziando così a correre a livello professionistico.
Nel 1971 conquista il secondo campionato italiano karting a Roma ed entra a far parte di squadre ufficiali: Parilla, Birel e BM. Nel 1973 ottiene il terzo titolo italiano a Roma, consolidando la sua posizione nella categoria.
Dal 1973 al 1975 domina la scena europea conquistando tre campionati europei consecutivi, gareggiando contro diversi piloti noti, fra cui Riccardo Patrese, Eddie Cheever, Beppe Gabbiani e Elio de Angelis. Durante questo periodo sfiora per due volte l'alloro mondiale, perdendolo per guasti meccanici.
La sua carriera nel karting si conclude con oltre 50 vittorie e 6 titoli (3 italiani e 3 europei).

### Formule Minori (1976-1982)

#### Formula Super Ford 2000 (1976)
Nel 1976 Necchi compie il salto nelle monoposto, iniziando a correre nella Formula Super Ford 2000. La stagione si rivela competitiva: vince tre gare e conquista il 2° posto nella classifica finale del campionato. Per le sue prestazioni viene premiato con il "Casco d'Oro" dall'ingegner Chiti come giovane promettente pilota.

#### Formula 3 (1977)
Nel 1977 debutta in Formula 3. I risultati sono buoni: vince a Varano, ottiene 4 secondi posti (Nürburgring, Zolder, Misano, Vallelunga) e 3 terzi posti (Imola, Monza, Magione). Chiude la stagione al 4° posto nel campionato italiano.

#### Formula 2 (1978-1982)
Nel 1978 debutta in Formula 2 sponsorizzato dall'Astra. Necchi pirta all'esordio in monoposto le gomme radiali Pirelli, contribuendo al loro sviluppo tecnico. Nella sua prima stagione chiude al 6° posto nel campionato europeo di Formula 2, risultando il secondo pilota italiano dopo Bruno Giacomelli.
I suoi migliori risultati in Formula 2 includono:
- 3° posto a Vallelunga
- 2° posto a Donington Park
- 4° posto a Pau (Francia)

### Ritiro e attività imprenditoriale (1983-2006)
Nel 1983 Piero Necchi decide di concludere la sua carriera professionistica e si dedica al mondo degli affari, gestendo la sua azienda.

### Ritorno alle corse (2006-presente)
Dal 2006 Necchi rientra nel mondo delle corse.
Nel 2011, all'età di 60 anni, conquista il Campionato Italiano Turismo Endurance.

## Palmarès

### Karting
- Campione Italiano Karting: 1969, 1971, 1973
- Campione Europeo Karting: 1973, 1974, 1975
- Oltre 50 vittorie nel karting

### Formule
- Formula Super Ford 2000 (1976): 2° classificato nel campionato finale, 3 vittorie, Casco d'Oro
- Formula 3 (1977): 4° posto campionato italiano, 1 vittoria, 4 secondi posti, 3 terzi posti
- Formula 2 (1978): 6° posto campionato europeo (primo italiano dietro a Giacomelli)

### Turismo
- Campione Italiano Turismo Endurance: 2011